# У пролазу (ТВ филм)
„У пролазу” је југословенски ТВ филм из 1963. године. Режирао га је Драгољуб Шварц а сценарио је написао Славко Бановац

## Улоге
| Глумац            | Улога |
| ----------------- | ----- |
| Ивица Катић       |       |
| Драго Крча        |       |
| Јосип Мароти      |       |
| Божидар Орешковић |       |
| Иво Пајић         |       |
| Андреа Сарић      |       |
| Божидар Смиљанић  |       |
| Крешимир Зидарић  |       |